# NK Brezik Brezik Našički
NK Brezik je nogometni klub iz Brezika Našičkog nedaleko Našica u Osječko-baranjskoj županiji.
NK Brezik je član Nogometnog središta Našice te Nogometnog saveza Osječko-baranjske županije. U klubu treniraju trenutačno samo seniori. Klub je osvojio prvo mjesto u 3. ŽNL Osječko-baranjska Liga NS Našice sezona 2014/15. i ulazi u 2. ŽNL Osječko-baranjska NS Našice, ali odmah sljedeće sezone vraća se u 3. ŽNL Osječko-baranjska Liga NS Našice nakon poraza u kvalifikacijama od susjeda NK Šipovac.
Trenutačno se natječe u 3. ŽNL Osječko-baranjska Liga NS Našice.

## Povijest
Klub je osnovan 1959. godine pod imenom NK Omladinac.

## Uspjesi kluba
2006./07., 2014./15., 2020./21.- prvak 3. ŽNL Liga NS Našice

## Vanjske poveznice
- Nogometno središte Našice
- Županijski nogometni savez Osječko-baranjske županije  Arhivirana inačica izvorne stranice od 22. svibnja 2016. (Wayback Machine)